# Miller Thomson
Miller Thomson (* 20. Juli 2004 in Kirkcaldy) ist ein schottischer Fußballspieler, der bei Dundee United in der Scottish Premiership unter Vertrag steht.

## Karriere
Miller Thomson begann seine Karriere in der Jugend des FC East Fife, bevor er im Alter von 11 Jahren zu Dundee United wechselte. In Dundee absolvierte er die Scottish FA Performance School an der St. John’s Roman Catholic High School, bevor er im August 2020 seinen ersten Profivertrag unterschrieb. Im Februar 2022 verlängerte er nach guten Leistungen in der U18-Mannschaft und der Aufnahme in den Kader der ersten Mannschaft seinen Vertrag bei Dundee United bis 2024. Er gab sein Debüt in der ersten Mannschaft im Alter von 17 Jahren als Einwechselspieler für Marc McNulty bei einer 0:3-Niederlage im Viertelfinale des schottischen Pokals gegen Celtic Glasgow am 14. März 2022. Im nächsten Spiel von United, kam er im Auswärtsspiel der Scottish Premiership beim FC St. Mirren in der Startelf zum Einsatz, wurde aber zur Halbzeit gegen Nicky Clark ausgewechselt. In der folgenden Saison 2022/23 kam er auf drei Ligaspiele. Nach einer Leihe zum schottischen Drittligisten FC Montrose kam Thomson häufiger für Dundee zum Einsatz, nachdem der Verein zwischenzeitlich in die zweite Liga abgestiegen war. Mit Dundee stieg Thomson nach einem Jahr in der zweiten Liga, als Meister in die Scottish Premiership auf.  Am 1. Spieltag der Erstligasaison 2024/25 gelang ihm im Dundee Derby gegen den FC Dundee sein erstes Tor für United.